# Західний Камис (рудник)
Західний Камис (рудник) – гірничодобувне підприємство в Улитауській області Казахстану, створене для розробки однойменного марганцевого родовища.
Родовище Західний Камис виявили у 1983 році. Початок його освоєння припав на 1995-й, проте вже у 1998-му роботи зупинили. Вони були відновлені в 2006-му, а станом на 2009 рік рудник вже видобув 321 тисяч тон марганцевої руди (із середнім вмістом марганцю 16,9% та заліза 12,8%). 
Розробка велась відкритим способом, причому первісно формувались два кар’єри – Північний та Південний. В 2012-му році отримали дозвіл на перенесення автодороги Караганда – Жезказган, яка проходила між кар’єрами, що дозволило узятись за видобуток з центральної ділянки із формуванням одного протяжного кар’єру та суттєво наростити потужність підприємства – за 2012 – 2015 роки видобули 770 тисяч тон руди. 
Переробці піддавали лише окислені марганцеві руди, тоді як первинні руди відправляли у відвал. В 2012-му узялись за спорудження збагачувальної фабрики річною пропускною здатністю 500 тисяч тон, яка б дозволила залучити первинні руди до розробки, проте в 2014-му на тлі проблем з фінансуванням прийняли рішення на користь модульної сезонної фабрики зі зменшеною до 360 тисяч тон потужністю. Втім, і цей проект завершити не вдалось, а у 2016-му роботи на руднику припинили через несприятливу ринкову ситуацію.
Станом на початок 2019-го залишкові запаси окислених руд оцінювались лише у 111 тисяч тон із середнім вмістом марганцю 25,7% (первинних – у 3 млн тон, але із середнім вмістом 16,6%). Як наслідок, в 2020-му розробили проект закриття рудника з рекультивацією кар’єрного простору (на той час глибина кар’єру становила 60 метрів). 
Проектом розробки Західного Камису опікувалась група «ТЭМЗ», а споживачами концентрату з вмістом марганцю 32 – 35% виступали належні їй феросплавні заводи – Теміртауський електрометалургійний (став до ладу в 2000-му) та Таразький металургійний (з 2011-го).